# Yamamoto (Mondkrater)
Yamamoto ist ein Einschlagkrater auf der nördlichen Hemisphäre der Rückseite des Mondes und kann deshalb von der Erde aus nicht direkt beobachtet werden. Er liegt südsüdwestlich des Kraters Avogadro, an den sich östlich der Krater Tikhov anschließt. Im Süden befindet sich der große Krater D’Alembert.
Wie viele andere Krater der Mondrückseite ist Yamamoto stark von Einschlägen zernarbt. Der Kraterrand ist an mehreren Stellen von jüngeren Einschlagkratern überdeckt, und im nordöstlichen Teil fast vollständig ausradiert. Der Kraterboden ist im nordöstlichen Bereich relativ eben und ohne besondere Kennzeichen, während der südwestliche Teil demgegenüber wesentlich unebener ist. Dieser Unterschied ist wahrscheinlich auf Auswurfmaterial von einem der umliegenden Krater zurückzuführen.
| Buchstabe | Position            | Durchmesser         | Link                |
| --------- | ------------------- | ------------------- | ------------------- |
| W         | Umbenannt in Oberth | Umbenannt in Oberth | Umbenannt in Oberth |